# Erigeron argentatus
Erigeron argentatus es una planta herbácea de la familia de las asteráceas. Es originaria del oeste de los Estados Unidos desde California a Colorado, donde crece en los bosques y en hábitat rocosos de montaña.

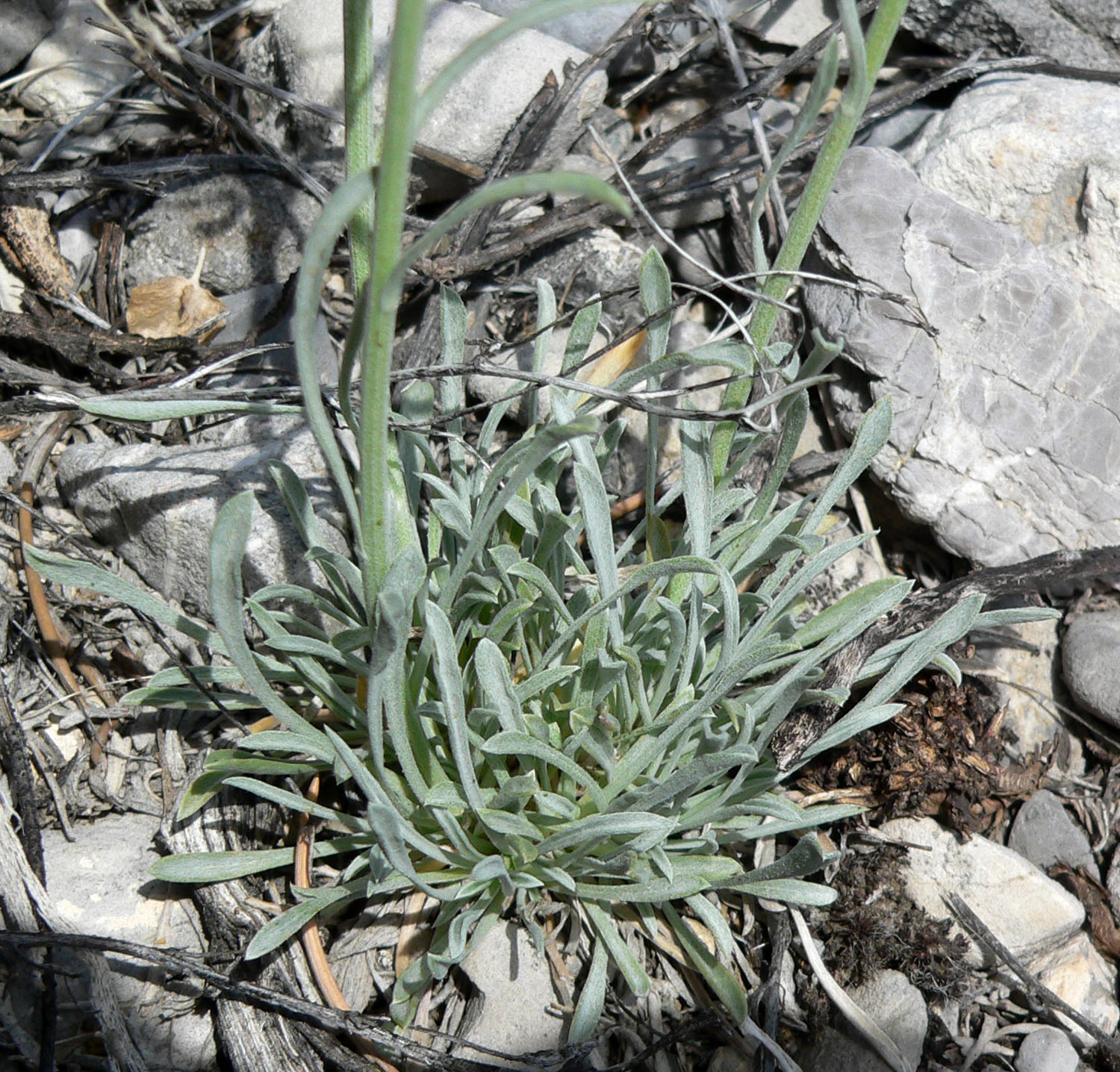
Vista de la planta en su hábitat

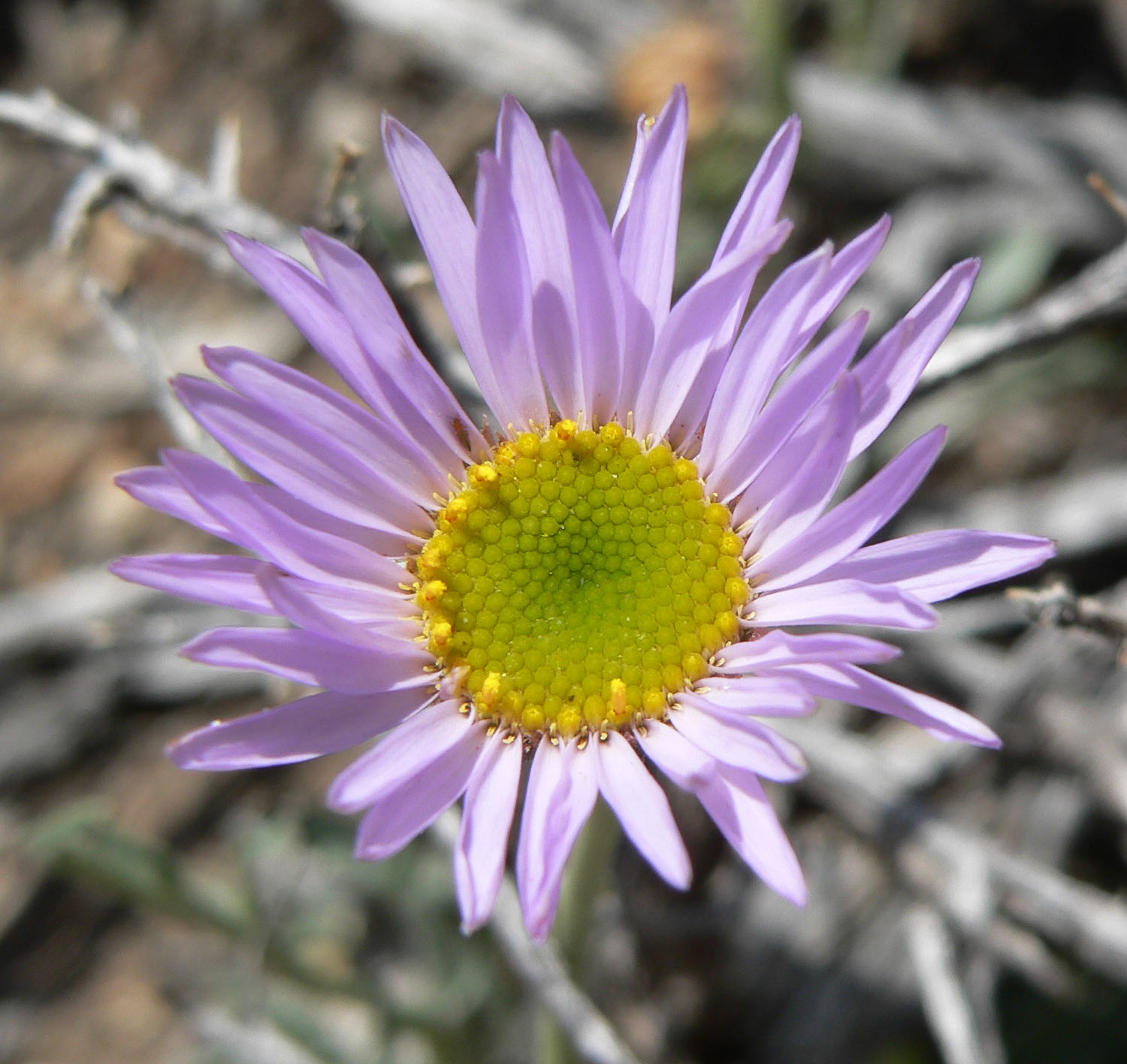
Detalle de la flor

## Descripción
Es una pequeña margarita perennifolia que alcanza una altura de 10 a 40 centímetros. Crece en grupos con las hojas y tallos erectos cubiertos de densos pelos blancos o plateados. La mayoría de las hojas están cerca de la base de la planta y son algo erectos y  de unos pocos centímetros. Los tallos tienen una sola flor que mide de uno a dos centímetros de ancho, con flores liguladas de color azul y los centros del disco con florecillas amarillas.

## Taxonomía
Erigeron argentatus fue descrita por Asa Gray y publicado en Proceedings of the American Academy of Arts and Sciences 8: 649–650. 1873.
Etimología
Erigeron: nombre genérico que deriva de las palabras griegas: eri = "temprano" y geron =  "hombre viejo", por lo que significa "hombre viejo en la primavera", en referencia a las cabezas de semillas blancas mullidas y la floración temprana y fructificación de muchas especies.
argentatus: epíteto latíno que significa "plateada".
Sinonimia
- Wyomingia argentata (A.Gray) A.Nelson[4]